# Mausoleu Qianling

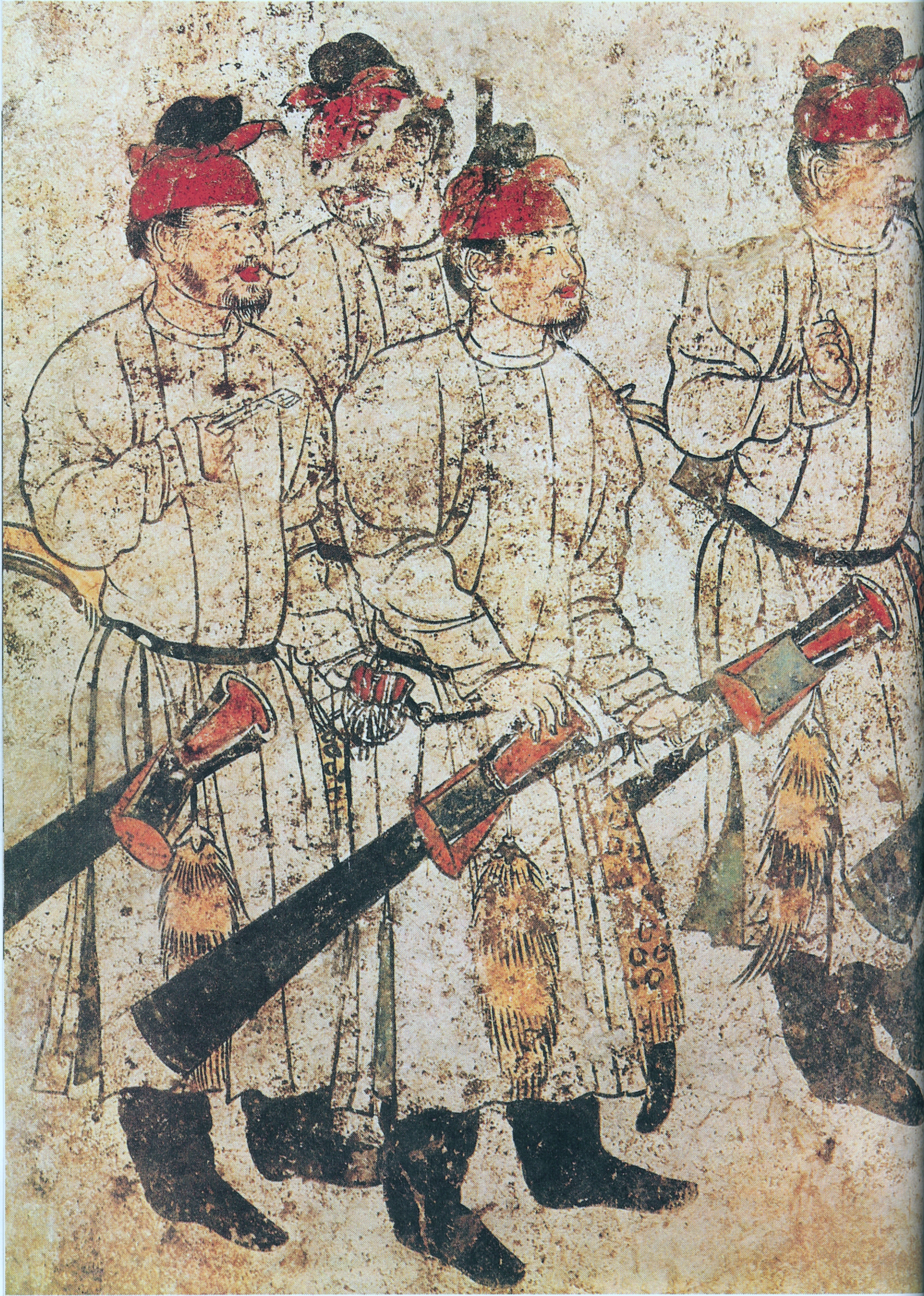
Figures en un sèquit, d'una paret mural de la tomba de Li Xian, datat el 706 d.C.; cada figura mesura aproximadament 1,6 metres d'alçada.

El Mausoleu Qianling (乾陵 en xinès; Qiánlíng en pinyin) és un mausoleu de la dinastia Tang (618 - 907) localitzat al Comtat de Qian, província de Shaanxi, Xina, a 85 km al nord-oest de Xi'an, anteriorment Chang'an, l'antiga capital de la dinastia Tang. Construït l'any 684 (amb construccions addicionals fetes fins a l'any 706), les tombes del complex del mausoleu alberguen les restes de diversos membres de la família reial dels Li. Això inclou l'emperador Gaozong de Tang (qui governà entre 649 i 683), així com la seva muller Wu Zetian, la qual usurpà el tron per convertir-se en l'única emperadriu des de 690 fins al 705. El mausoleu és famós per les seues moltes estàtues de pedra de la Dinastia Tang localitzades per sobre el terra i per les pintures murals que adornen les parets subterrànies de les tombes. A més del principal túmul i tomba subterrània de Gaozong i Wu Zetian, hi ha un total de 17 tombes més xicotetes acompanyants o peizang mu. Actualment, només cinc d'aquestes tombes acompanyants han estat excavades per arqueòlegs, de les quals tres pertanyen a membres de la família reial, una a un canceller de la Xina, i l'altra a un general de la guàrdia de la part esquerra.

## Història

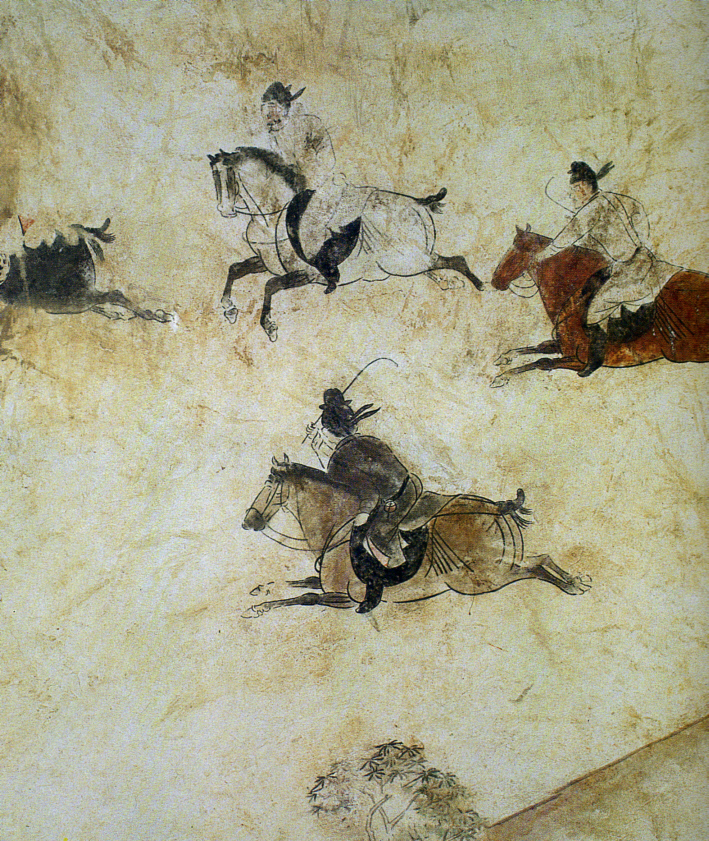
Jugadors de polo al seu joc, detall a la paret de l'oest d'un camí de la tomba de Li Xián

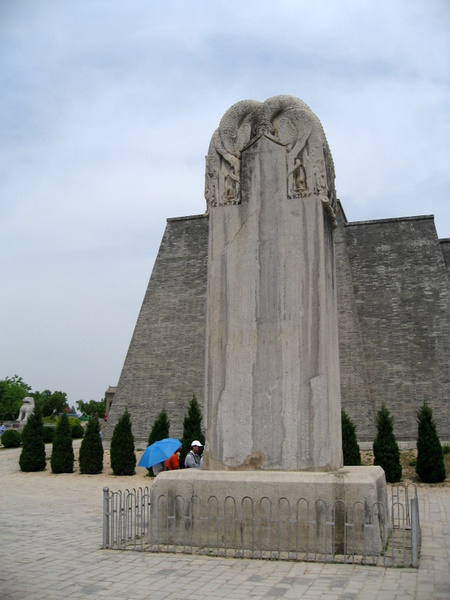
Aquest 'Cil·lindre intacte' de 6,3 metres d'alçada construït per a commemorar Wu Zetian es localitza a l'est de la Porta del Fènix dins del Mausoleu Qianling. A diferència d'altres taules localitzades al lloc, no té cap inscripció. Pesa 98 tones i està decorat amb dracs i ostres.

Seguint la seva mort el 683, el complex del mausoleu de l'emperador Gaozong va ser completat el 684. Després de la seva mort, Wu Zetian fou soterrat a un sepeli junt a l'emperador Gaozong a Qianling el 2 de juliol de 706. Els epitafis funeraris de la dinastia Tang a les tombes de Li Xián (fill d'ella; Corona Príncep Zhanghuai, 653 - 84), Li Chongrun (el seu net; Príncep de Shao, pòsthumament honorat Corona Príncep Yide, 682 - 701), i Li Xianhui (la seua neta; Senyora Yongtai, pòsthumament honorada com a Princesa Yongtai, 684 - 701) al mausoleu estan inscrits amb la data d'enterrament com a 706 d.C., permetent als historiadors datar de manera exacta les estructures i l'obra artística de les tombes. De fet, aquesta pràctica de la dinastia Sui i Tang d'enterrar un epitafi que enregistra el nom de la persona, posició, i les dates de mort i enterrament era consistent entre les tombes per a les famílies imperials i els oficials superiors de la cort. Tant el Vell Llibre de Tang com el Nou Llibre de Tang registren que, l'any 706, el fill de l'emperador Wu Zetian, l'emperador Zhongzong de Tang (r. 684, 705 - 10, pare de Li Chongrun i Li Xianhui i germà de Li Xián), exoneraren les víctimes de les purgues polítiques de Wu Zetian i els proporcionaren uns enterraments honorables, incloent-hi els dos prínceps i la princesa esmentats abans. A més de les tombes auxiliars d'aquests membres de la família reial, dos altres que han estat excavades pertanyen al canceller Xue Yuanchao (622 - 83) i al General de la Guàrdia Esquerra Li Jinxing.
Les cinc tombes auxiliars anomenades abans foren excavades i obertes entre la dècada del 1970 i principis de la dècada següent. El mes de març de 1995, es realitzà una petició organitzada al govern per a finalment excavar les tombes de Gaozong i Wu Zetian.

## Ubicació
El mausoleu es localitza al mont Liang, al nord del riu Wei, i a 1.049 metres per damunt del nivell del mar. Les terres del mausoleu són flanquejades per la Vall del Lleopard per l'est i pel Congost de Arena per l'oest. Tot i que hi ha túmuls per a demarcar on es localitza cada tomba, la majoria de les tombes són subterrànies. Els túmuls situats als cims del sud són anomenats Naitoushan o "Turons Mugró", a causa de la seva forma semblant a mugrons. Els Naitoushan, amb torres aixecades a la part superior de cadascuna que accentuen el seu nom, formen una classe de porta al Mausoleu Qianling. El túmul principal està al cim del nord; és el més alt i és el lloc d'enterrament de Gaozong i Wu Zetian. A meitat del camí cap amunt d'aquest cim del nord, els constructors del lloc van cavar un túnel de 61 metres de llarg i 4 metres d'ample a la part de roca de la muntanya que dirigeix a les cambres de tombes interiors situades a les profunditats de la muntanya. El complex estava al principi tancat per dues parets, les restes dels quals han estat descoberts recentment, incloent les quatre porteries de la paret interior. La paret interior era de 2,4 metres de gruixut, amb un perímetre total de 5.920 metres tancant una àrea trapezoïdal de 240.000 metres quadrats. Només algunes parts de cantonada de la paret exterior han estat descobertes. Durant la dinastia Tang hi havia centenars de cases residencials que envoltaven Qianling, habitades per famílies que van mantenir les terres i els edificis del mausoleu. Les restes d'algunes d'aquestes cases de llavors ençà han estat descobertes. La fonamentació de la sala d'ofrenes de fusta situada a la porta del sud de la paret interior del mausoleu també ha estat descobert.

## Camí de l'Esperit

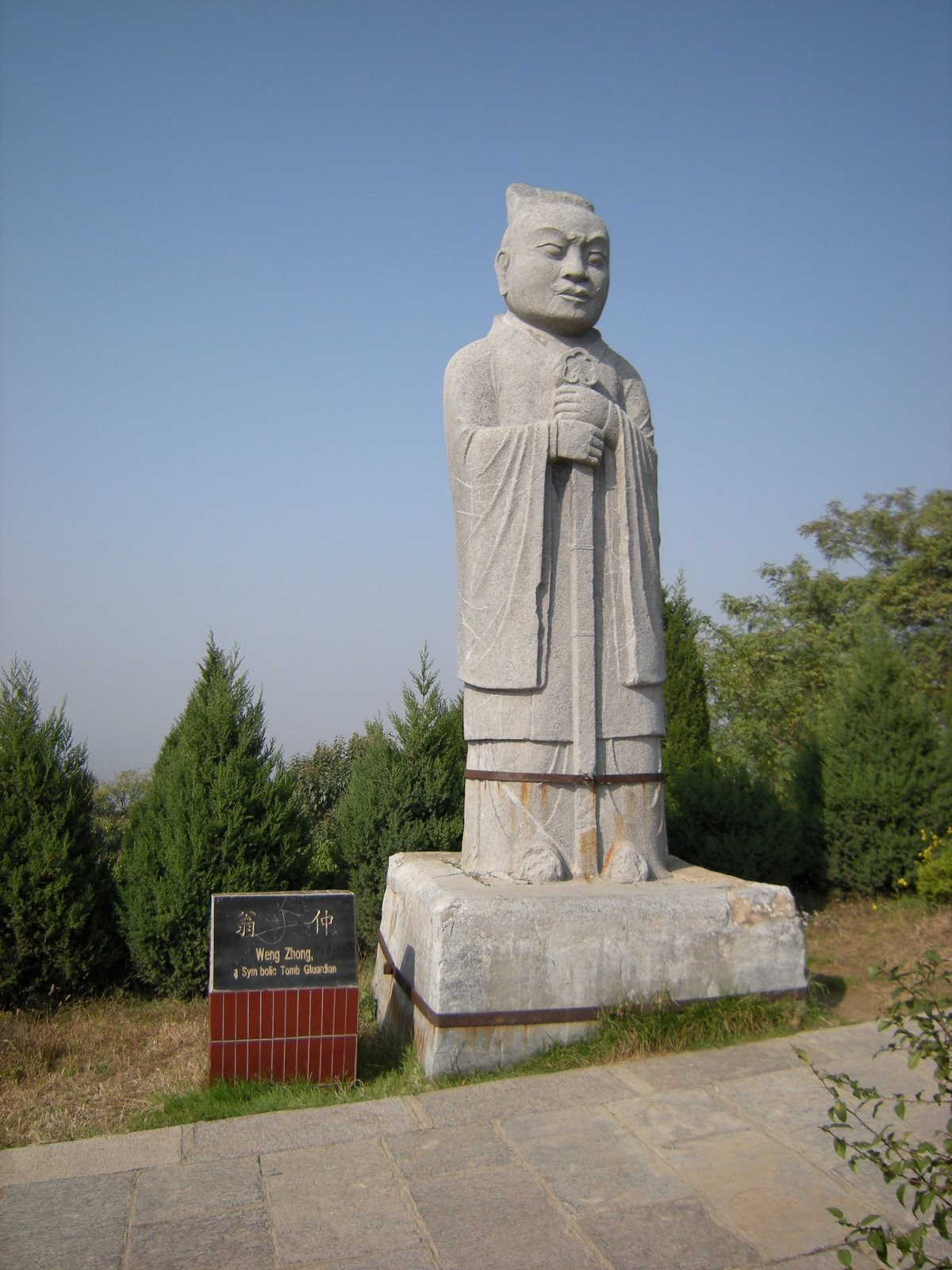
Una estàtua d'un guardià de pedra tallat al llarg del Camí de l'Esperit

Estàtues de pedra d'ambaixadors estrangers, ara decapitades

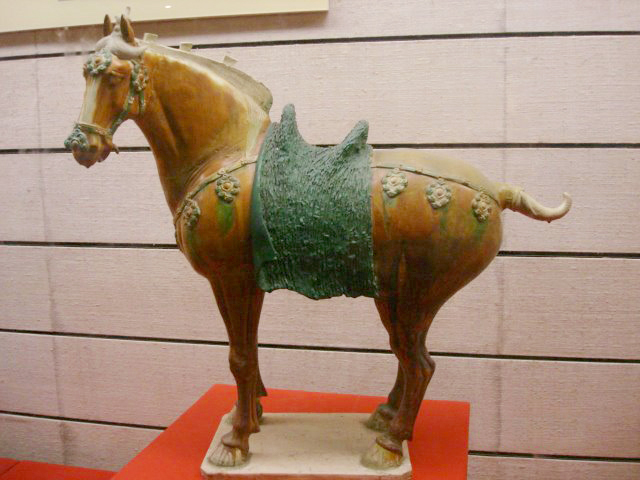
Una figura sancai de ceràmica en forma de cavall de la tomba de Li Chongrun, ara de mostra al Museu de Història de Shaanxi

Hi ha un camí sagrat que dirigeix al mausoleu flanquejat per ambdós costats per estàtues de pedra igual que a les tombes de la dinastia Song tardanes i a les tombes de la dinastia Ming. Les estàtues del Mausoleu Qianling inclouen cavalls, cavalls alats, cavalls amb nuvis, lleons, estruços, oficials, i enviats estrangers. El kan dels Turcs Occidentals va presentar un estruç a la cort dels Tang el 620 i el regne de Tushara envià un altre el 650; en relleus tallats del mausoleu datats prop de 683, hi ha aus fènixs xineses tradicionals modelades als cossos dels estruços. La historiadora Tonia Eckfeld declara que l'èmfasi artística posada als exòtics tributs estrangers en forma d'estruços que es troben representats al mausoleu era "un signe de la grandesa de la Xina i l'emperador xinès, no dels estrangers que els van enviar, o dels llocs de quals van venir". Eckfeld també afirma que les 61 estàtues de diplomàtics estrangers tallades a la dècada del 680 representen el "poder que bastament assolit i la posició internacional" de la dinastia Tang. Aquestes estàtues, ara decapitades, representar els autèntics diplomàtics estrangers que estigueren presents al funeral de l'emperador Gaozong. Altres historiadors destaquen que al llarg del camí sagrat de la tomba auxiliar - com la de Li Xianhui - les estàtues són més petites, de qualitat menor, i de menor quantitat que al camí sagrat principal del mausoleu que dirigeix com a l'enterrament de Gaozong i Wu. A més de les estàtues, hi ha també conjunts de pilars de pedra octogonals flanquejant que pretenen repel·lir esperits malignes. Una estela de 6,3 metres d'alt amb grades dedicada a Gaozong es troba al llarg del camí, amb una inscripció commemorant els seus èxits. Aquesta inscripció està flanquejada per una estela sense inscripcions dedicada a Wu Zetian. Una estela addicional al costat del túmul principal fou aixecada per l'emperador Qianlong (r. 1735 - 1796) durant la meitat de la dinastia Qing.

## Tombes
Les cambres de les tombes de l'emperador Gaozong de Tang i l'emperadriu Wu Zetian es localitzen a les profunditats del mont Liang, un costum que va ser establert per l'emperador Taizong de la dinastia Tang (qui regnà del 626 - 649) amb el seu enterrament al mont Jiuzong. Dels 18 emperadors de la dinastia Tang, 14 d'aquests utilitzaren muntanyes naturals servides com el túmul per a les seues tombes. Solament els membres de la família imperial tenien permís per a tindre les seues tombes dins de muntanyes naturals; tombes per a oficials i nobles presenten túmuls artificials i les cambres de les tombes eren totalment subterrànies. Xinian Fu digué que "els fills dels emperadors van tindre el permís per tenir tombes amb forma de piràmide truncada, mentre que els alts oficials solament podien tindre túmuls cònics. Les piràmides còniques dels oficials tenien el permís de tindre solament una muralla envoltant-les i una sola porta col·locada al sud. Les tombes auxiliars fins aquí excavades són túmuls amb forma de piràmides truncades situats damunt de les cambres subterrànies que són apropades per rampes decreixents diagonals amb entrades a nivell del terra. Hi ha sis barres verticals per a les rampes de cada d'aquestes tombes que van permetre que els béns foren abaixats als nínxols dels costats de les rampes.
El corredor principal de cada tomba subterrània porta a dos cambres funeràries de quatre parets enrajolades connectades per un curt passadís; aquestes cambres presenten sostres voltats. La tomba de Li Xian presenta portes fetes enterament de pedra, una costum que aparegué a la dinastia Han i dinastia Jin (265-420) que esdevingué més estesa pel temps de la dinastia Qi del Nord. La porta de pedra estilística de la tomba de Lou Rui de l'any 570 s'assembla molt a les portes de pedra de la dinastia Tang, com les de la tomba de Li Xian.
Al contrari que moltes altres tombes de la dinastia Tang, els tresors de les tombes imperials del mausoleu mai tingueren intrusions de saquejadors de tombes. De fet, solament a la tomba de Li Chongrun es trobar més de mil peces d'or, coure, ferro, figures de ceràmica, figures sacai colorejades, i béns sacai de terrisseria. En total, a les tombes de Li Xian, Li Chongrun i Li Xianhui hi havia més de 4.300 objectes funeraris quan foren desenterrades pels arqueòlegs. Així i tot, les tombes auxiliars sí van ser assaltades per saquejadors de tombes. Entre les figures de ceràmica trobades a la tomba de Li Chongrun hi havia representacions de cavalls amb decoració de daurat donant suport a soldats armats i blindats, genets tocant flautes, bufant trompetes, i agitant fuets per esperonar els seus cavalls. Les escultures de ceràmica trobades a la tomba de Li Xian incloïen figures d'oficials civils, guerrers, i bèsties guardianes de tombes, totes de les quals mesuren més d'un metre d'alçada.

### Li Xianhui
Li Xianhui fou la filla de l'emperador Zhongzong de Tang i l'emperadriu Wei de Tang. Fou probablement assassinada quan tenia 19 anys per la seua iaia junt al seu marit. Després de la mort de Wu Zetian, quan son pare tornà al tron, les restes de Li Xuanhui foren traslladades a una tomba gran al Mausoleu Qianling el 705. La seua tomba fou descoberta el 1960, i fou excavada des de 1964. Fou saquejada en el passat, probablement poc després de l'enterrament, i els objectes de materials preciosos furtats. Els lladres no agafaren cap de les més de 800 figures funeràries de terrisseria, i els frescs no foren tocats. Els lladres havien pegat a fugir ràpidament, deixant objectes de plata dispersats i el cadàver d'un d'ells. La tomba tenia una piràmide aplanada de 12 metres d'alt respecte el terra i tenia també una túnel d'entrada llarg, amb molta pendent i amb frescs que dirigia a una avantcambra i a la tomba en si, situada 12 metres baix terra amb un sostre voltat alt.

## Murals

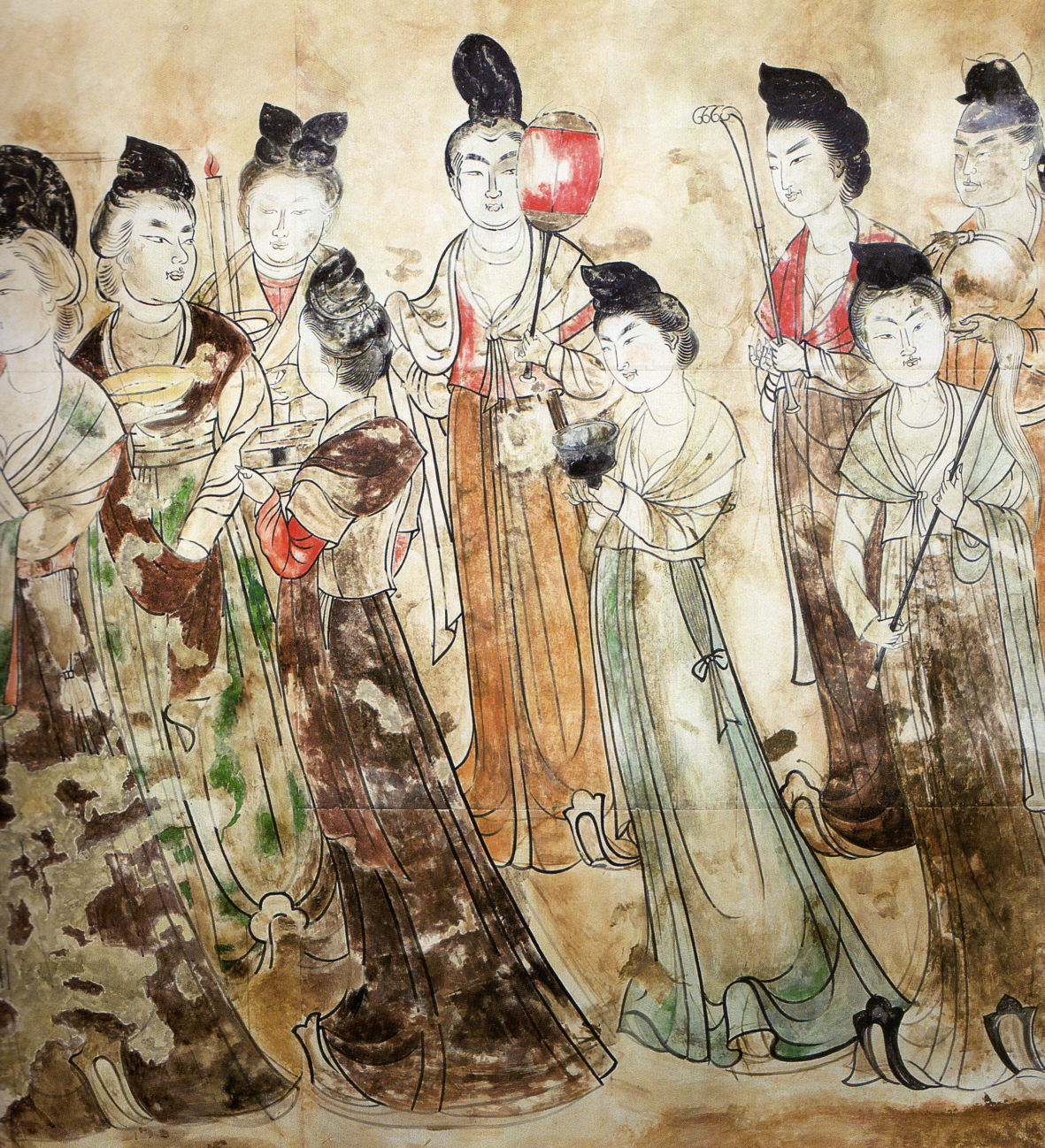
Senyores de la cort dels Tang representades a un mural de la tomba de Li Xianhui. Els murals autèntics d'aquesta tomba han estat reemplaçats per rèpliques mentre que els originals són ara mantinguts al Museu de Història de Shaanxi per a conservar-los amb condicions més favorables.

Les tombes fins ara excavades de Li Xian, Li Chongrun, i Li Xianhui estan totes decorades amb pintures mural i presenten múltiples entrades de fust i cambres arcades. La historiadora Mary H. Fong declarà que els murals de les tombes dels corredors subterranis de les tombes de Li Xián, Li Chongrun i Li Xianhui són representatives de decoradors de tombes anònims i professionals en compte de ser que pintors famosos de rotllos de la cort. Tot i que principalment és art funerari, Fong afirma que aquests murals de les tombes de l'època Tang són "referències extremadament necessàries" per a la dispersa quantitat de descripcions oferides als documents de l'era Tang que tractaven sobre la pinture, com el Tang Chao minghua lu ("Pintors Celebrats de la Dinastia Tang") de Zhu Jingxuan de la dècada del 840 i el Lidai Minghua ji ("Un Registre dels Pintors Famosos de les Dinasties Successives") de Zhang Yanyuan a l'any 847. Fong també afirma que l'habilitat de pintar retratant "l'animació a través de consonància d'esperits" o qiyun shendong - una tècnica d'art associada amb pintors famosos de l'era Tang com Yan Liben, Zhou Fang i Chen Hong - va ser aconseguida pels pintors anònims de les tombes de l'era Tang. Fong escriu:
| « | El "Guàrdia de palau" i el "Dos servents asseguts" de la tomba del príncep Zhang Huai destaquen especialment al respecte. No solament són les diferències relatives quant a edat aconseguides, però és evident que el robust oficial de guàrdia que es quadra mostra una actitud de respectuosa confiança amb si mateixa; i el parell de persones assegudes estan profundament absorts en una conversa seriosa. | » |

Una altra característica important del murals de les tombes era la representació de l'arquitectura. Tot i que hi ha nombrosos exemples de l'existència de torres de pedra i rajola de pagodes durant la dinastia Tang per a ser investigats pels historiadors de l'arquitectura, hi ha només sis sales de fusta encara en peu que han sobreviscut des dels segles VIII i IX. Només les tàpies dels palaus grans de la capital Tang a Chang'an han sobreviscut. Tanmateix, algunes de les escenes dels murals de l'arquitectura de fusta a la tomba de Li Chongrun al Mausoleu Qianling han sigut objecte de suggeriments per part d'historiadors com a representatives del Palau Oriental, residència del príncep hereu durant l'era Tang. Segons l'historiador Fu Xinian, no només el murals de la toma de Li Chongrun representen edificis de la capital de l'era Tang, sinó que també representen "el nombre de cambres subterrànies, fusts de ventilació, compartiments, i celoberts han estat vistes com a indicadors del nombre de patis, sales principals, habitacions, i passadissos a les residències dels ocupants de les tombes quan eren vius." El corredor subterrani de la rampa descendent que es dirigeix a les cambres de la tomba de Li Chongrun, així com l'entrada amb portes a la cambra davantera, presenten murals de torres que (un tipus de torre xinesa) amb múltiples cossos de portes similars a aquelles que tenien fonamentació trobades a Chang'un.
Ann Paludan, una investigadora de la Universitat de Durham, donà títols a la seua obra Chronicle of the Chinese Emperors (1998) per a les fotografies següents dels murals de les tombes de Qianling:

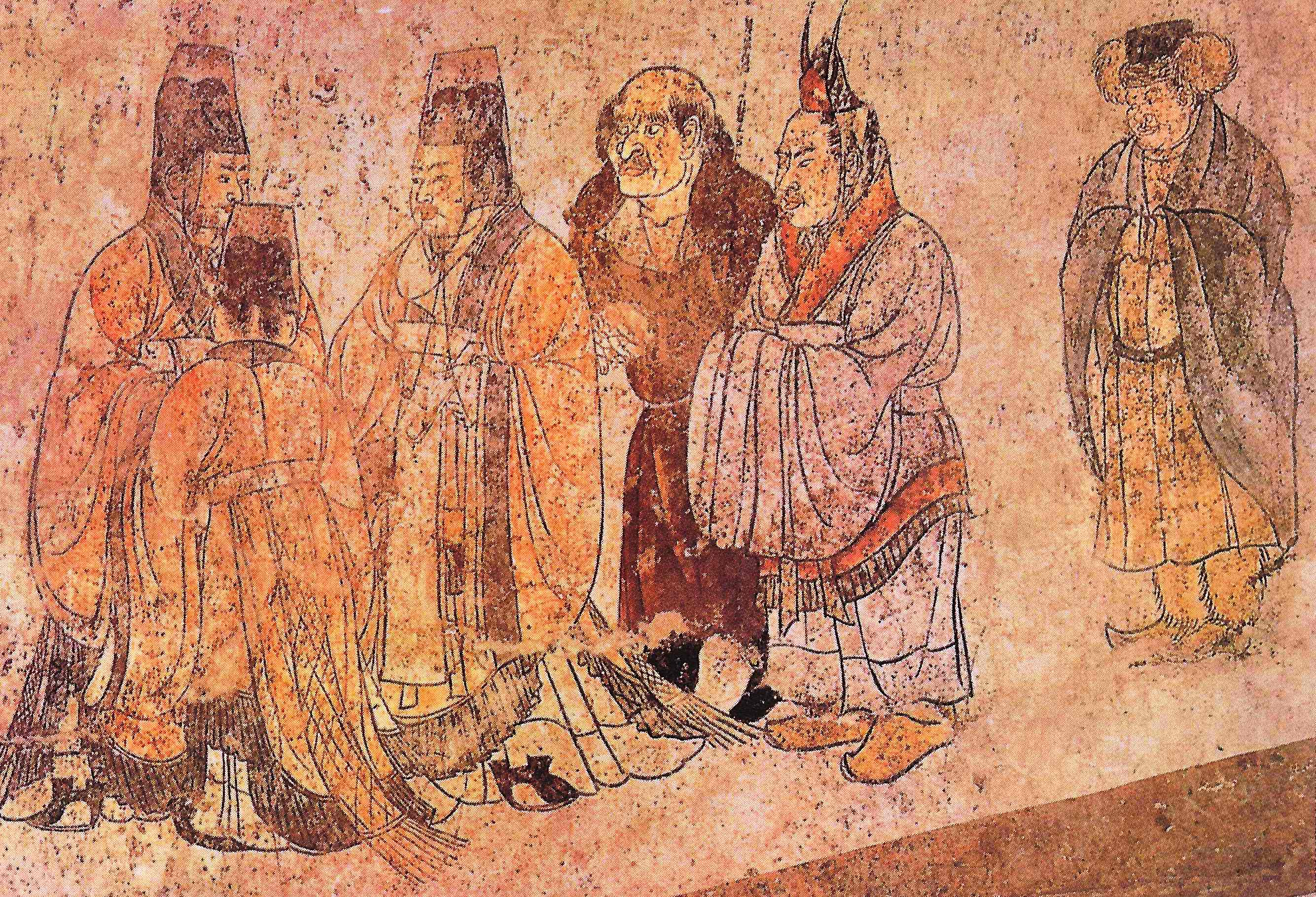
"En aquest mural ambaixadors estrangers són rebuts a la cort. Les dos figures revestides de manera elegant a la dreta són del regne de Silla, la figura del centre amb el cap nu i el nas llarg és un enviat de l'oest. Mural de la tomba de Li Xian, Qianling, Shaanxi, 706."[36] Realment la segona figura de la dreta és coreana.
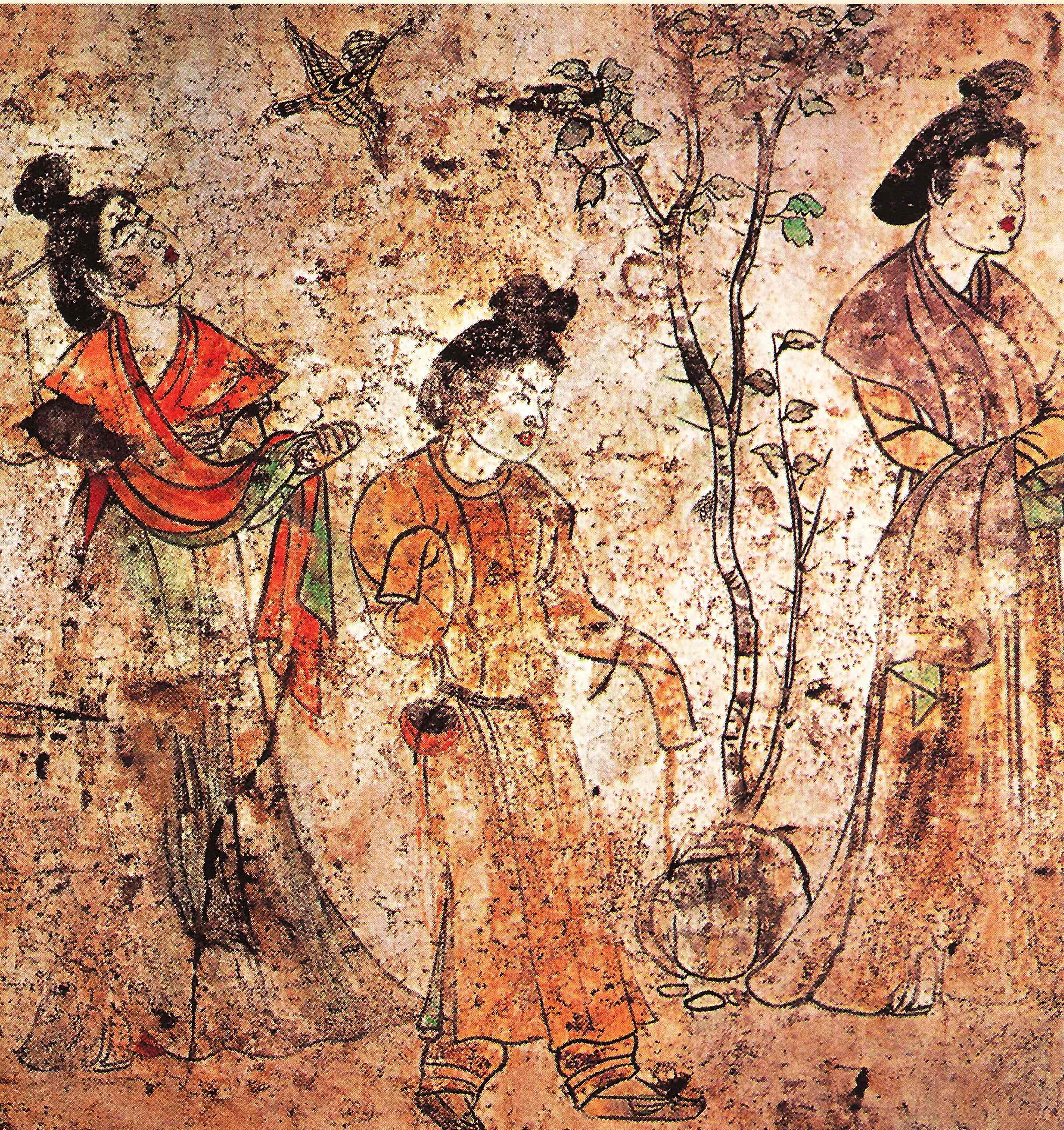
"Un grup de senyoretes del palau als jardins mentre puput vola pel seu costat. Mural, tomba del sisé fill de l'emperador Gaozong, Li Xian, Qianling, Shaanxi, 706."
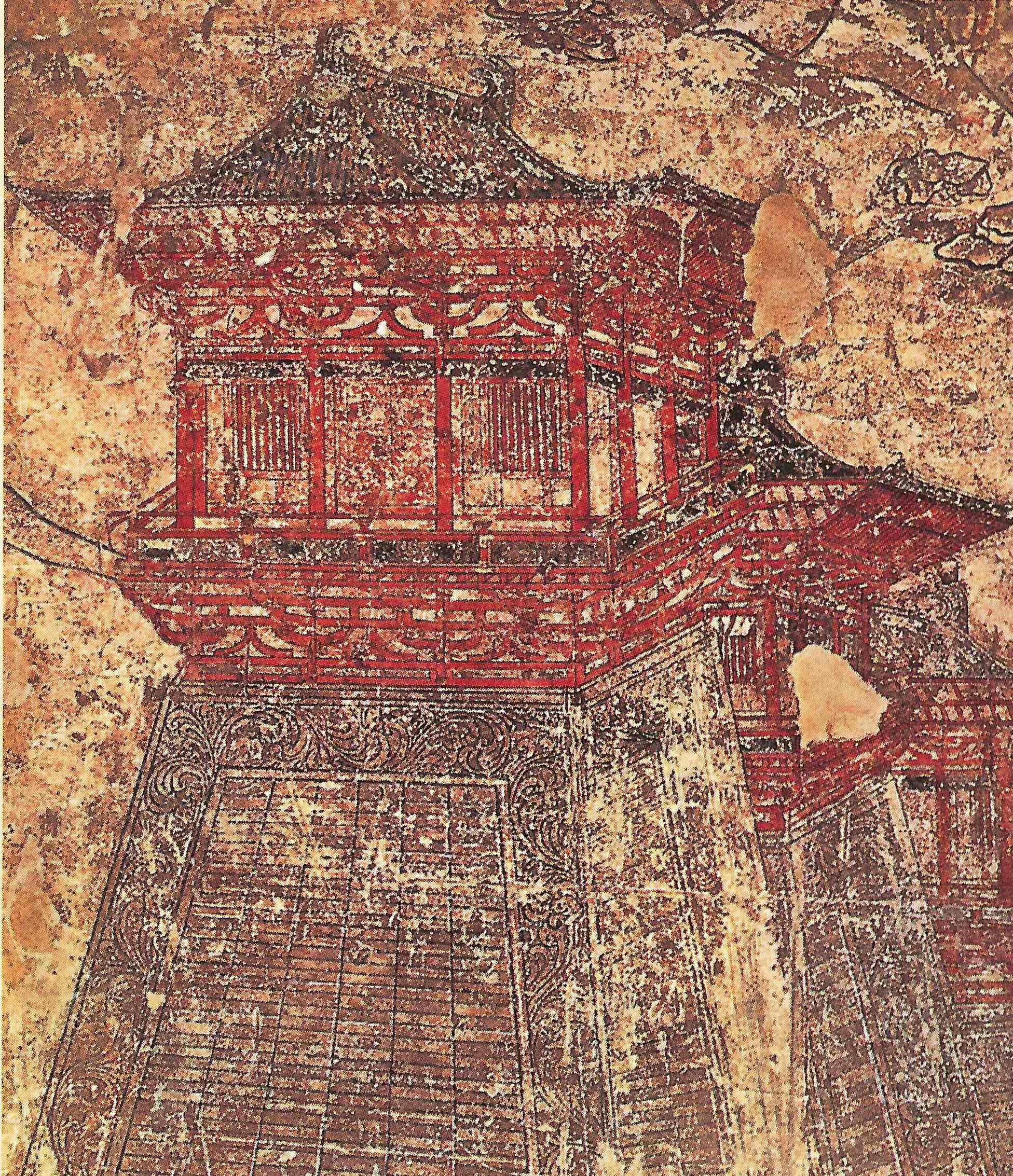
"Els murals de principis del segle VIII a la tomba del príncep Yide donen una idea de la magnificència dels murs de la ciutat de Chang'un amb la seua altíssima porta i les torres als cantons."
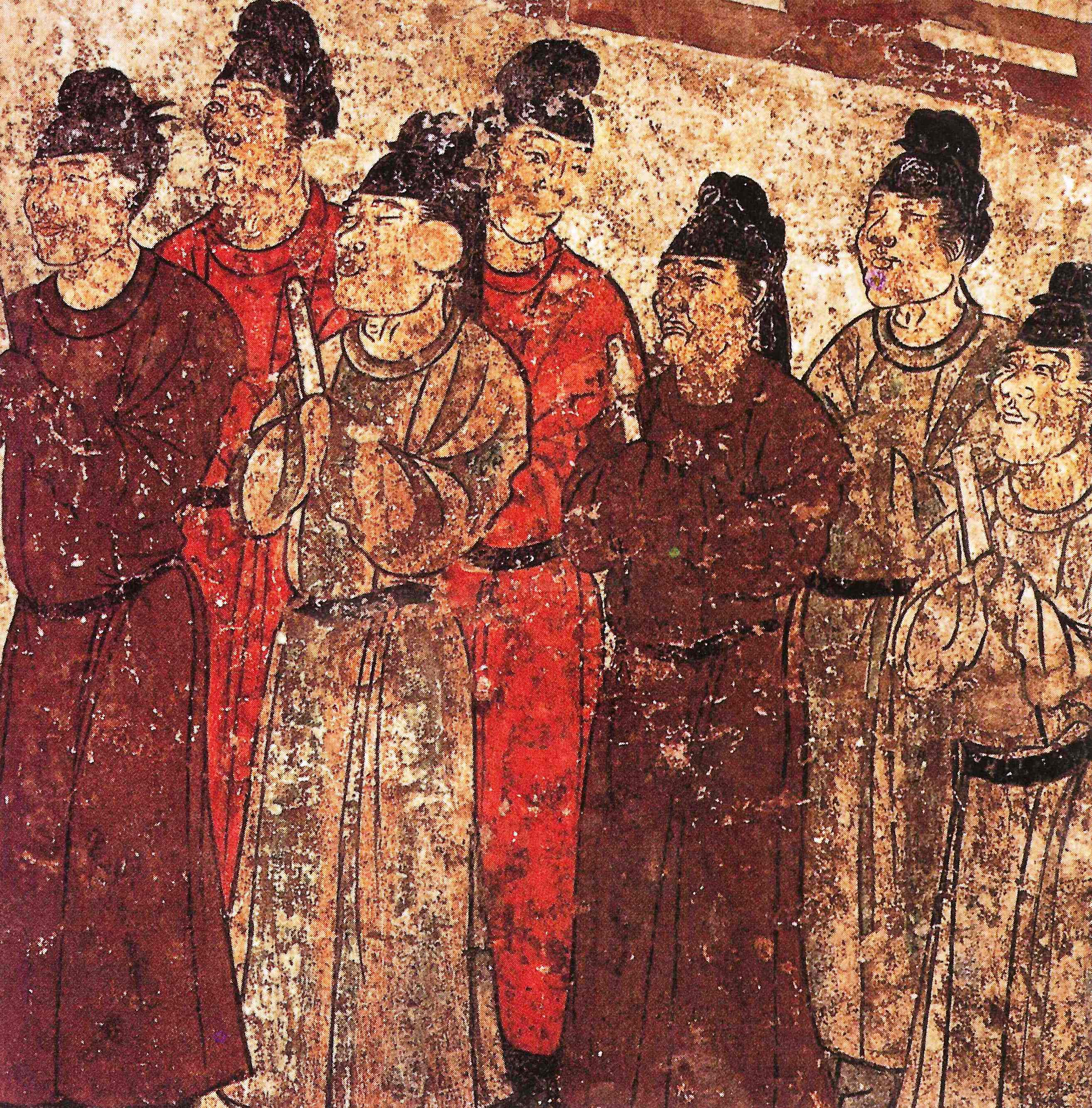
"Un grup d'eunucs. Mural de la tomba del príncep Zhanghuai, 706, Qianling, Shaanxi."